# 宮嶋秀郎
宮嶋 秀郎（みやじま ひでお、1981年 - ）は、日本のオペラ指揮者・コレペティトアである。石川県出身。

## 経歴
大阪音楽大学音楽学部声楽学科卒業。オーストリア国立グラーツ芸術大学オーケストラ指揮科・コレペティツィオン科にて、指揮をマルティン・ジークハルト、コレペティツィオンをヴォルフガング・デルナーの両氏に師事。フランスオペラ界の重鎮ジャン・ペリゾンの指導を受ける。その他、ピアノをマインハルト・プリンツに師事。これまでにルーマニア国立放送交響楽団、新ベルリン交響楽団 (Neues Sinfonieorchester Berlin, NSOB) 、オーケストラ・アンサンブル金沢などの各地の主要オーケストラを指揮。
第23回アメロパ国際音楽祭2016（チェコ・プラハ）にて、チェコオペラ代表作ドヴォジャークのルサルカを日本人指揮者として初めてチェコ国内にて指揮して成功を収める。その他、コレペティトア・伴奏者としても積極的に活動し、多くの演奏家と共同作業を行う。国内外のマスタークラス・講習会等で、指揮・伴奏・コレペティツィオン・オペラ・声楽の講師をつとめる。現在、オーストリア・チェコなどを中心に活動する。

## 著書
- コレペティトア 〜訓練と実践〜 ISBN 978-4815006303